# Kršan
 Kršan  (olaszul: Chersano) falu és község Horvátországban, Isztria megyében. Közigazgatásilag Blaškovići, Boljevići, Čambarelići, Jesenovik, Kostrčani, Kožljak, Lanišće, Lazarići, Letaj, Nova Vas, Plomin, Plomin Luka, Polje Čepić, Potpićan, Purgarija Čepić, Stepčići, Šušnjevica, Veljaki, Vozilići, Zagorje, Zankovci és Zatka Čepić települések tartoznak hozzá.

## Fekvése
Az Isztriai-félsziget északkeleti részén, Labintól 15 km-re északra, a Pazin – Labin út mellett fekszik.

## Története
A település a középkori vár mellett alakult ki, melyet 1274-ben „Castrum Carsach” alakban említenek először. Ebben az évben került az aquileai pátriárka fennhatósága alól a pazini grófok igazgatása alá. A 14. század elején Henrik pazini gróf volt a földesura aki a pazini Kerstlein családból származott és amelyről a vár és a falu is a nevét kapta. Henrik nyílcsúcsot ábrázoló címeréből lett Kršan község mai címere. A vár következő birtokosa a plomini Tonetti család volt. A várban élt több neves személyiség is akik jelentős szerepet játszottak a pazini grófság történetében. A legnevezetesebb közülük Kršani András (Andrija Kršanski) volt, aki 1488 és 1500 között volt pazini kapitány és akinek címeres sírköve a belaji Szent Henrik templomban található ahová a Čepić-tó melletti egykori pálos kolostorból került. A 19. század közepén itt a várban találták meg az aquileai pátriárka, a pazini grófok és a Velencei Köztársaság birtokai közötti határt leíró Isztriai határleírás (1325) egyik másolatát. Ez az értékes korabeli dokumentumot 1852-ben a neves horvát történész és politikus Ivan Kukuljević Sakcinski jelentette meg és a későbbi kiváló horvát politikus Ante Starčević rendezte sajtó alá. 
A falu lakói a 19. század végéig főként földműveléssel foglalkoztak, később egyre többen dolgoztak a közeli bányákban és a tengerhajózás területén. 1857-ben 1155, 1910-ben 303 lakosa volt. 2011-ben a falunak 236, a községnek összesen 2958 lakosa volt.

## Lakosság
| Lakosság változása | Lakosság változása | Lakosság változása | Lakosság változása | Lakosság változása | Lakosság változása | Lakosság változása | Lakosság változása | Lakosság változása | Lakosság változása | Lakosság változása | Lakosság változása | Lakosság változása | Lakosság változása | Lakosság változása | Lakosság változása |
| ------------------ | ------------------ | ------------------ | ------------------ | ------------------ | ------------------ | ------------------ | ------------------ | ------------------ | ------------------ | ------------------ | ------------------ | ------------------ | ------------------ | ------------------ | ------------------ |
| 1857               | 1869               | 1880               | 1890               | 1900               | 1910               | 1921               | 1931               | 1948               | 1953               | 1961               | 1971               | 1981               | 1991               | 2001               | 2011               |
| 1155               | 964                | 240                | 229                | 248                | 303                | 1292               | 1357               | 239                | 223                | 229                | 187                | 145                | 221                | 227                | 236                |

## Nevezetességei
- Kršan várának romjai.[4] A középkori várból fennmaradt a négyszögletes torony és a védőfalak, valamint a várban állt lakóépületek falai, melyeket beépítettek az új házakba. A vár belső udvarán fennmaradt a 15. századi gótikus kapu négyszögletes kerete, valamint az 1666-ból származó kút faragott kávája. Kršan vára először 1274-ben szerepel a történelmi dokumentumokban, mint az aquileiai pátriárkák tulajdona, és a 13. század elejétől a 17. századig a Karscheyner család hűbérbirtokainak székhelye volt. A 17. századtól kezdve egészen a 20. század elejéig, amikor tűzben súlyosan megrongálódott, a vár többször is gazdát cserélt. A vár a település délkeleti sarkában található.
- Páduai Szent Antal tiszteletére szentelt kéthajós plébániatemploma a 17. században épült, berendezése legnagyobbrészt 18. századi. Harangtornya 22 méter magas. Orgonája 1911-ben készült.
- A temetőben áll az egyhajós Szent Jakab kápolna, mely a 15. századból származik. A kápolna 1991-es felújításakor a vakolat alól a latin feliratok mellett két glagolita betűs felirat is előkerült.
- A 19. század közepén itt a várban találták meg az aquileai pátriárka, a pazini grófok és a Velencei Köztársaság birtokai közötti határt leíró Isztriai határleírás (1325) egyik másolatát.
- A Kršanhoz tartozó Brestovo kikötőjétől 800 méterre délre találhatók az elsüllyedt TA-36 (Stella Polare) hadihajó roncsai. A hajót 1943-ban építették Fiumében az Olasz Haditengerészet számára. Később a németek vették át. Osztály szerint a hajó 82x8x3 méretű kísérő romboló volt, 160 fős személyzettel. 1944 márciusában süllyedt el, miután egy akna eltalálta. Az fedélzeti részt a robbanás szétvágta, de a parancsnoki híd a farrésszel tökéletesen megmaradt.[5]